# Filippo Sibirani
Filippo Sibirani (Sant'Agata Bolognese, 4 febbraio 1880 – Bologna, 9 marzo 1957) è stato un matematico italiano.

## Biografia
Nacque a Sant'Agata Bolognese da Francesco e Giulia Grandi. Si laureò in matematica all'Università di Bologna nel 1902, e vi rimase fino al 1906, come assistente di calcolo infinitesimale alle dipendenze di Cesare Arzelà dal 1903 in poi, e di meccanica razionale dal 1906, anche con mansioni di supplenza data la vacanza della cattedra in quegli anni. Con il mancato arrivo a Bologna di Ernesto Cesaro, causato dalla sua tragica morte, la cattedra di meccanica razionale venne soppressa e il Sibirani fu costretto a cercare una diversa occupazione. Dal 1907 al 1922 insegnò all'Istituto Tecnico Commerciale di Milano. Nel triennio 1909-1912 fu incaricato di geometria analitica all'Università di Parma. Nel 1922 diventò, in seguito a concorso, professore di matematica finanziaria all'Università di Trieste, incarico che mantenne fino al 1935.
Nel 1929 fu nominato rettore del neofondato Istituto di Scienze Economiche e Commerciali dell'università di Bologna. Nel 1945-46 riorganizzò l'Unione Matematica Italiana, di cui era stato in precedenza amministratore.
Pubblicò molti articoli di matematica pura e applicata: l'elenco completo delle sue pubblicazioni è contenuto nel volume "Scritti matematici in onore di Filippo Sibirani" (Bologna, Zuffi, 1957), concepito come omaggio alla carriera e consegnatogli in forma privata il 4 febbraio 1957, poche settimane prima della morte.
Scrisse l'articolo Teoria delle probabilità dell'Enciclopedia Hoepli delle matematiche elementari.
Fu socio dell'Accademia delle Scienze di Bologna e dell'Accademia Gioenia di Catania.